# 埃米爾·左拉路
埃米爾·左拉路（Rue Émile-Zola）是法国里昂的一条街道，位于里昂第二区，靠近白莱果广场。这是里昂最繁忙的购物街之一，被形容为“资产阶级”街道，因为有很多高档商店。 它始于雅各宾广场，结束于白莱果广场，属于被联合国教科文组织列为世界遗产的区域。这条路以法国作家埃米尔·左拉命名。

## 历史
这条路由新教徒开辟于1562年，当时称作圣道明路，1793年更名为Chalier路。1902年10月14日市议会将其改为现名，当时大多数是丝绸制造商的房屋。莫里哀的三幕喜剧《无病呻吟》里的人物，药剂师Fleurant也是这条路的居民。 在十九世纪，这条路有两个受旅客欢迎的酒店：商業廳和Hôtel des Courriers.。
在18和19世纪，许多法官，财务主管，雕塑家和建筑师住在这条路。历史学家和作家Aimé Vingtrinier住在3号。 让-雅克·卢梭也是这条路的著名居民。